# Daniel Lalín
Héctor Daniel Lalín (Valentín Alsina, 10 de agosto de 1948), es un empresario y contador argentino y exdirigente deportivo. Fue presidente del Racing Club entre 1997 y 1999.
Es considerado como uno de los más incompetentes presidentes de Racing Club por su lucha constante con los poderosos de turno. Sumado a la crisis del club se encontraban sus constantes peleas con Julio Grondona y Liliana Ripoll, la síndico que se hizo cargo de la quiebra del club.

## Vida personal
Nacido el 10 de agosto de 1948, Lalín era miembro de la agrupación guerrillera Montoneros. En 1999, como dirigente de Racing, se describió a sí mismo como todavía «ideológicamente» era miembro de Montoneros, a pesar de toda su riqueza y éxito.
Lalín comenzó una relación sentimental con su entrenadora personal Laura en 2008.

## Trayectoria
En el año 1970, Lalín fue decano de la Facultad de Economía en la Universidad Nacional de Lomas de Zamora. Más tarde, fue tesorero de la ciudad de Buenos Aires durante la administración de Carlos Grosso (1989-1992).

### Presidencia en Racing Club (1997-1999)
Daniel Lalín asumió la presidencia del Racing Club de Avellaneda el 5 de enero de 1998, después de una elecciones que se realizaron en diciembre de 1997.
Su período estuvo signado por numerosos problemas debido a las deudas que arrastraba el club por administraciones anteriores, en el mes de julio del mismo año, a solo 6 meses de asumir tomó la decisión de pedir la Quiebra con continuidad del club, dada su extremo problema económico.
A partir del 7 de julio tomo la administración el juez del Concurso preventivo que ya tenía pedido el club. El juez nombró una síndica, que a partir de ese momento fue la autoridad del club. Lalín siguió siendo presidente y armó, para el segundo semestre del año 1998, un gran equipo que le disputó el torneo a Boca hasta las dos últimas fechas, ese equipo lo formó con figuras que ya tenía el club y con jugadores que él compró de su propio bolsillo.
En el mes de marzo de 1999 la síndico interpretando en forma distorsionada un fallo de la Cámara de La Plata, hace declaraciones diciendo que Racing había dejado de existir.
El revuelo fue inmediato y los hinchas se concentraron en la sede cortando la Av.Mitre.
Daniel Lalín, luego de reunirse con representantes de la Cámara de La Plata, se presentó en la sede y le habló a los hinchas, diciéndoles que nunca se tomó la decisión de cerrar el club, que era una mentira de la síndico, en momentos que del grupo de los hinchas volo un redoblante que impactó en la cara de Lalín, rompiendo sus anteojos y haciéndole una herida cortante en la cara.
A pesar del hecho y con la cara ensangrentada (foto y filmación que dio la vuelta al mundo e incluso ganó un premio en España), Lalín le dijo a la gente que la síndico mintió y que el club no solo nunca cerraría sino que pagaria toda su deuda y quedaría saneado.
Como conclusión podemos decir que el Club Racing Club nunca cerró, pagó toda su deuda y cuando terminó la administración,judicial, a ese momento manejada por un trinomio, sin participación de la síndico, en las arcas de Racing había USD 6.200.000.- y prácticamente no existían deudas.
Lalín presionado por Julio Grondona y Torneos y Competencias en la figura del Sr. Nofal, renunció a la presidencia en mayo de 1999, cuando el juez Gorostegui le pide que dé un paso al costado sino iba a tener muchos problemas para manejar el club.
El dinero acumulado provino de las ventas que realizó Lalín de Bizarri, Marcelo Delgado y de las ventas que realizó la administración judicial de Michelini y Netto, más alguna venta menor.
Las denuncias de Lalín contra Grondona y contra Torneos y Competencias, no tuvieron en ese momento una gran trascendencia. Muchos años después la justicia de Estados Unidos determinó que hubo en la FIFA, la Commebol y la AFA una administración fraudulenta manejada por Julio Grondona, denominado Sr. X, que defraudaron a las distintas organizaciones por decenas de millones de dólares.

### Después de Racing
Después de dejar el Racing Club, Lalín se introdujo en el negocio del aceite y los hidrocarburos.
En 2008, Lalín todavía esperaba recuperar el control del Racing Club. Héctor Daniel Lalín dijo en marzo de 2013 que todavía está muy implicado en la política de Racing, hablaba frecuentemente con "las personas en Racing", y era perjudicial para él que algunas personas creyeran que había "robado" al club.[cita requerida] En septiembre de 2013 reiteró su deseo a asumir el control del Racing Club y criticó severamente a su administración de ese momento.[cita requerida] En 2017 aseguró que Racing había ganado el Torneo Apertura 2001 por ayuda del entonces presidente de la AFA Julio Grondona, de quien dijo que “Le hizo perder al fútbol argentino 30 años”. El 14 de diciembre se presentó en las elecciones del club, en las que quedó último con 12 votos, retirándose así de la política racinguista.